# Xung đột biên giới Campuchia – Thái Lan 2025
Xung đột biên giới Campuchia-Thái Lan năm 2025 là một chuỗi các sự kiện quân sự, ngoại giao và kinh tế leo thang căng thẳng giữa Campuchia và Thái Lan, bắt đầu từ một cuộc đụng độ vũ trang ngắn vào ngày 28 tháng 5 tại khu vực biên giới gần Tam giác Ngọc lục bảo (Chong Bok), nơi giao nhau của ba quốc gia là Thái Lan, Campuchia và Lào. Cuộc giao tranh đã khiến một binh sĩ Campuchia thiệt mạng và khơi mào cho hàng loạt động thái trả đũa qua lại giữa hai nước. Tình hình nhanh chóng chuyển biến nghiêm trọng sau khi Campuchia công bố đoạn ghi âm cuộc điện thoại giữa cựu Thủ tướng Hun Sen và Thủ tướng Thái Lan Paetongtarn Shinawatra, dẫn đến khủng hoảng chính trị nội bộ ở Thái Lan và sự rạn nứt trong liên minh cầm quyền.
Bên cạnh các biện pháp ngoại giao và hạn chế thương mại, hai nước liên tục đóng cửa các cửa khẩu biên giới, áp đặt lệnh cấm vận nhiên liệu và hàng hóa, đồng thời tăng cường hiện diện quân sự tại các khu vực tranh chấp. Vào tháng 7, tình hình trở nên nghiêm trọng hơn sau hàng loạt vụ nổ mìn gây thương vong cho binh sĩ Thái, dẫn đến việc Băng Cốc hạ cấp quan hệ ngoại giao và trục xuất đại sứ Campuchia. Giao tranh vũ trang nổ ra trên diện rộng ngày 24 tháng 7, với các vụ đấu pháo, không kích và thương vong dân sự. Trước đó, sau cuộc đụng độ đầu tiên vào ngày 28 tháng 5 năm 2025, Campuchia tuyên bố sẽ đưa tranh chấp ra Tòa án Công lý Quốc tế (ICJ), trong khi Thái Lan từ chối công nhận thẩm quyền của tòa. Các nỗ lực đàm phán song phương chưa đạt kết quả cụ thể, và khủng hoảng được xem là nghiêm trọng nhất giữa hai nước kể từ giai đoạn 2008–2011.

## Bối cảnh

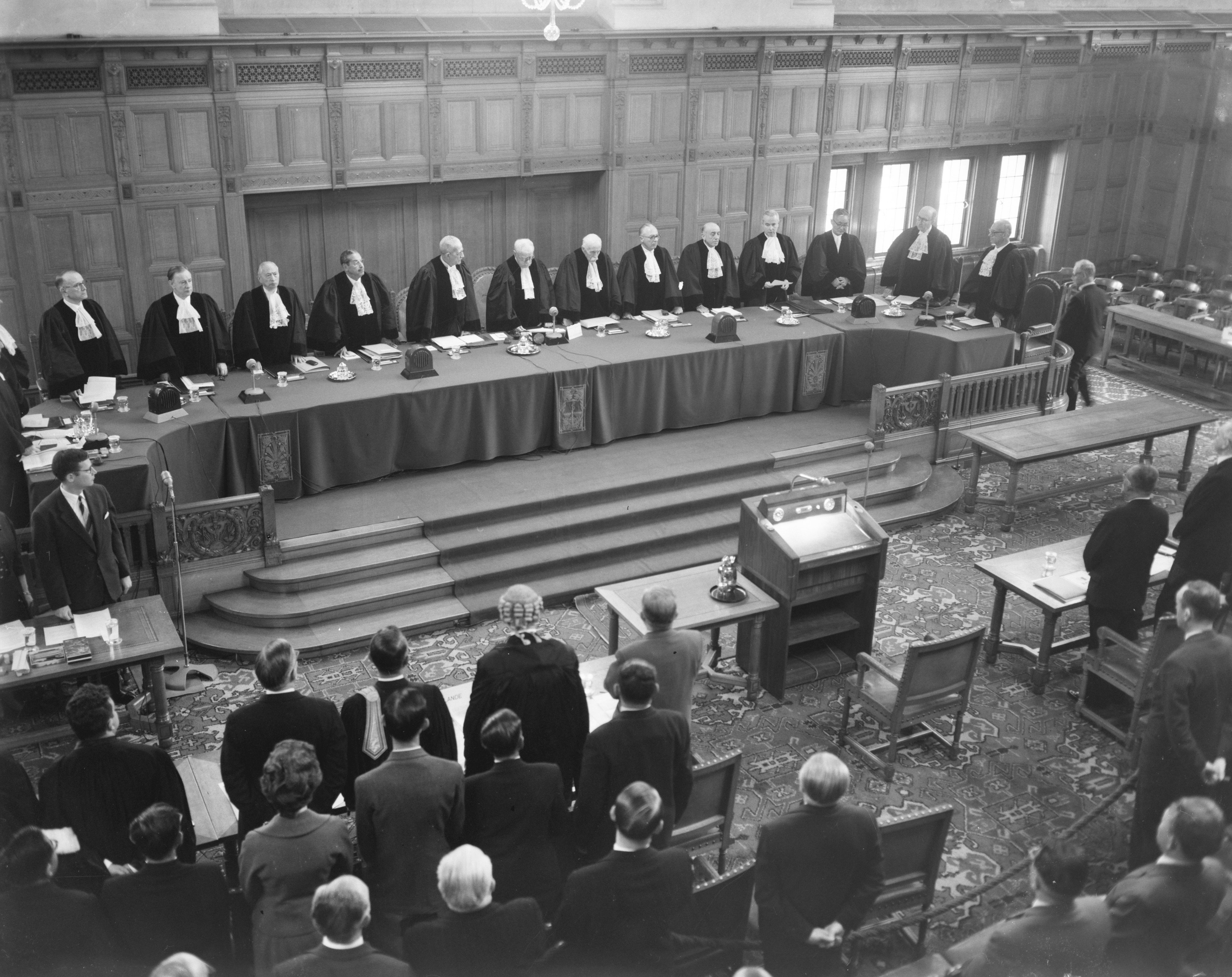
Vụ việc đền Preah Vihear được đưa ra xét xử trước Tòa án Công lý Quốc tế năm 1961

Tranh chấp biên giới giữa Campuchia và Thái Lan bắt nguồn từ sự mơ hồ trong đường ranh giới được thiết lập theo Hiệp ước Pháp – Xiêm năm 1904, vốn xác định một số đường biên giới giữa Vương quốc Xiêm (nay là Thái Lan) và Đệ Tam Cộng hòa Pháp. Tuy nhiên, sau khi Campuchia giành được độc lập, Tòa án Công lý Quốc tế (ICJ) đã ra phán quyết vào năm 1962 rằng đền Preah Vihear thuộc chủ quyền của Campuchia. Dẫu vậy, khu vực xung quanh vẫn tiếp tục bị tranh chấp, dẫn đến căng thẳng kéo dài, đặc biệt trong giai đoạn từ năm 2008 đến 2011, khi các cuộc đụng độ quân sự đã gây thương vong cho cả hai phía. Chủ nghĩa dân tộc ở cả hai nước đóng vai trò quan trọng trong việc làm leo thang xung đột. Trong khoảng thời gian từ 2008 đến 2011, các cuộc đụng độ lặp đi lặp lại đã gây thương tích và tử vong cho cả hai bên, trước khi ICJ tái khẳng định phán quyết năm 1962.
Căng thẳng tại biên giới lại tiếp tục leo thang vào đầu năm 2025. Vào ngày 13 tháng 2, binh sĩ Thái Lan đã ngăn cản du khách Campuchia hát quốc ca Campuchia tại đền Prasat Ta Muen Thom, một địa điểm đang bị tranh chấp, càng khiến căng thẳng thêm gia tăng. Sau đó, vào ngày 28 tháng 5 năm 2025, một cuộc đụng độ vũ trang đã xảy ra giữa binh lính Campuchia và Thái Lan tại khu vực Tam giác Ngọc lục bảo, nơi giao nhau giữa ba quốc gia Thái Lan, Campuchia và Lào. Vụ việc khiến một binh sĩ Campuchia thiệt mạng. Cả hai quốc gia đều đưa ra tuyên bố cáo buộc lẫn nhau là bên khơi mào bạo lực, đẩy quan hệ song phương vào một giai đoạn căng thẳng mới.
Sau cuộc đụng độ tại Tam giác Ngọc lục bảo, Thủ tướng Campuchia Hun Manet đã phản ứng bằng cách tuyên bố bắt đầu tiến trình đệ trình vụ việc lên Tòa án Công lý Quốc tế, đồng thời khẳng định ông không mong muốn xảy ra xung đột với Thái Lan. Về phía Thái Lan, Bộ trưởng Quốc phòng Phumtham Wechayachai cho biết cả hai bên đều không mong muốn tình hình tiếp tục leo thang và xác nhận rằng vụ việc đã được giải quyết. Vào ngày 29 tháng 5, một cuộc gặp đã được tổ chức giữa Đại tướng Phana Khlaeoplotthuk, Tổng tư lệnh Quân đội Hoàng gia Thái Lan, và Đại tướng Mao Sophan, Tổng tư lệnh Quân đội Hoàng gia Campuchia, nhằm phối hợp nỗ lực giảm căng thẳng và ngăn ngừa các vụ việc tương tự trong tương lai.

## Giai đoạn đầu

### Giao tranh Tam giác Ngọc lục bảo và căng thẳng sau đó

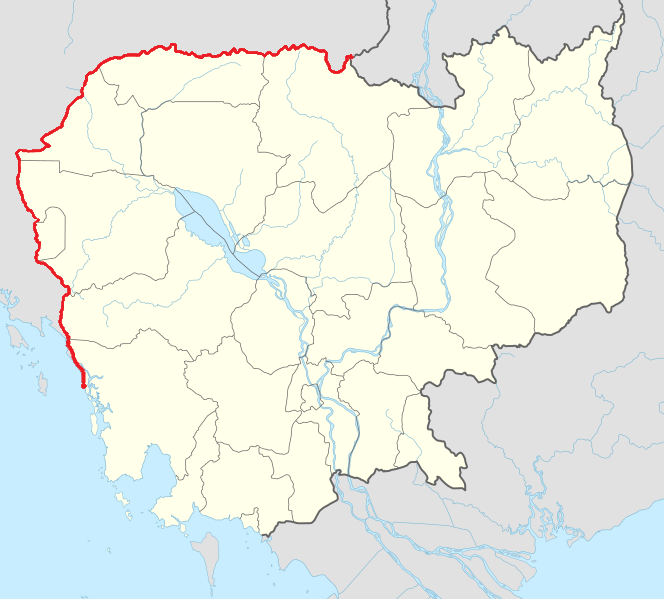
Bản đồ Campuchia với đường biên giới tiếp giáp Thái Lan màu đỏ.

Vào ngày 28 tháng 5, binh sĩ Campuchia và Thái Lan đã xảy ra một cuộc đụng độ ngắn kéo dài 10 phút, khiến Trung úy Suon Roun thiệt mạng. Cuộc đụng độ đã diễn ra dọc theo biên giới giữa tỉnh Preah Vihear của Campuchia và tỉnh Ubon Ratchathani của Thái Lan. Cả hai nước đều cáo buộc bên kia là bên tấn công trước. Mao Phalla, người phát ngôn của quân đội Campuchia, cho rằng binh sĩ Thái Lan đã nổ súng trước nhằm vào các binh sĩ Campuchia đang ở trong một chiến hào đã được sử dụng từ lâu. Trong khi đó, Winthai Suvaree, người phát ngôn của quân đội Thái Lan, lại cho rằng binh sĩ Thái đã cố gắng thuyết phục phía Campuchia rút lui trước khi phía Campuchia nổ súng.
Sau cuộc đụng độ ngắn, Thủ tướng Campuchia Hun Manet đã lên tiếng cho biết bản thân đang xúc tiến kế hoạch đưa vụ việc ra Tòa án Công lý Quốc tế để phân xử, đồng thời khẳng định ông không mong muốn xảy ra xung đột với Thái Lan. Theo Khmer Times, Thái Lan đã có đề xuất yêu cầu quân đội Campuchia rút khỏi vị trí cũ về trước năm 2024, nhưng Campuchia đã từ chối với lý do khu vực này thuộc chủ quyền của họ. Campuchia cũng thông tin sẽ khởi hiện Thái Lan lên ICJ liên quan đến 4 khu vực tranh chấp bao gồm Mlm Bei (Tam giác ngọc bích), đền Ta Moan Thom, Ta Moan Toch và Ta Krabey. Đồng thời, bác bỏ tin đồn sẽ đóng cửa biên giới và hủy họp Ủy ban Biên giới chung (JBC), cho rằng đây là những thông tin sai lệch gây kích động và ảnh hưởng tinh thần quân đội, người dân hai nước.
Trong khi đó về phía Thái Lan, Bộ trưởng Bộ Quốc phòng Thái Lan Phumtham Wechayachai tuyên bố rằng cả hai bên đều không muốn leo thang tình hình và vụ việc đã được giải quyết ổn thỏa. Ông đồng thời cũng khẳng định Thái Lan không công nhận thẩm quyền của ICJ trong vấn đề này. Vào ngày 6 tháng 6, nước này cũng đã có một cuộc họp khẩn cấp của Hội đồng An ninh Quốc gia để xác định các biện pháp đối phó thích hợp bao gồm đóng cửa các trạm kiểm soát biên giới được cho là vì quân đội Campuchia đã tiến sâu 200 mét ở dọc biên giới Ubon Ratchathani. Trước đó, vào ngày 4 tháng 6, Thủ tướng Paetongtarn Shinawatra đã có phát ngôn nêu rõ sẽ sẵn sàng chiến đấu nếu xảy ra đụng độ, mặc dù vẫn sẽ ưu tiên giải pháp hòa bình cho tranh chấp.
Các cuộc đàm phán song phương nhằm hạ nhiệt căng thẳng đã được tổ chức vào ngày 5 tháng 6, nhưng không đạt được kết quả cụ thể nào. Bộ trưởng Quốc phòng Thái Lan, Phumtham Wechayachai, cho rằng Campuchia đã từ chối các đề xuất của Thái Lan và rằng vào ngày 7 tháng 6, Thái Lan sẽ tăng cường hiện diện quân sự tại khu vực biên giới. Cũng trong ngày hôm đó, quân đội Thái Lan tuyên bố rằng dân thường Campuchia thường xuyên xâm nhập vào lãnh thổ Thái Lan và rằng "những hành động khiêu khích này, cùng với việc tăng cường lực lượng quân sự, cho thấy một ý định rõ ràng nhằm sử dụng vũ lực". Vào ngày 17 tháng 6, Campuchia thông báo rằng họ đã cấm nhập khẩu trái cây và phim truyền hình dài tập từ Thái Lan.

### Vụ rò rỉ cuộc gọi – Khủng hoảng chính trị Thái Lan
Vào ngày 15 tháng 6 năm 2025, Thủ tướng Thái Lan Paetongtarn Shinawatra đã liên lạc với ông Khliang Huot, phó thống đốc Phnom Penh, để nhờ ông hỗ trợ làm phiên dịch và trung gian cho một cuộc trò chuyện không chính thức với Hun Sen. Cuộc trao đổi diễn ra ngoài các thủ tục ngoại giao chính thức, không có bất kỳ hồ sơ ghi chép nào được lưu giữ bởi cả hai chính phủ, và nhằm mục đích là một cuộc trao đổi riêng tư giữa hai nhân vật chính trị cấp cao. Tuy nhiên, theo thông tin, Paetongtarn không biết rằng Hun Sen đã ghi âm toàn bộ cuộc gọi bằng thiết bị di động của mình. Vào ngày 18 tháng 6 năm 2025, Hun Sen đơn phương công bố đoạn ghi âm ra công chúng mà không thông báo trước cho chính phủ Thái Lan, dẫn đến một làn sóng hậu quả chính trị cả trong Thái Lan lẫn trên toàn khu vực.
Tác động của vụ rò rỉ đoạn ghi âm lập tức thể hiện rõ trong lĩnh vực kinh tế Thái Lan, đặc biệt là trên thị trường vốn. Chỉ số thị trường chứng khoán Thái Lan giảm mạnh liên tiếp trong ba ngày giao dịch sau khi đoạn ghi âm được công bố, phản ánh tâm lý lo ngại của giới đầu tư về sự ổn định chính trị của chính phủ Thái Lan. Tổng mức giảm -4,17% của chỉ số tham chiếu là dấu hiệu cho thấy niềm tin của các nhà đầu tư trong và ngoài nước vào sức mạnh và sự đoàn kết của ban lãnh đạo chính trị Thái Lan đã bị lung lay. Căng thẳng càng trở nên trầm trọng hơn khi đảng Bhumjaithai, một đối tác chủ chốt trong liên minh cầm quyền, tuyên bố chính thức rút khỏi liên minh vào lúc 20:30 ngày 18 tháng 6 năm 2025. Diễn biến chính trị này khiến chính quyền của Paetongtarn mất thế đa số trong quốc hội, tạo ra một cuộc khủng hoảng lãnh đạo và làm dấy lên nghi ngờ về khả năng tiếp tục tại vị của chính phủ.
Dưới góc nhìn của các học giả và chuyên gia quan hệ quốc tế, đoạn ghi âm bị rò rỉ được xem rộng rãi là một thời điểm mang tính bước ngoặt, cho thấy cấu trúc quyền lực hành pháp mong manh và phức tạp ở Thái Lan. Pavin Chachavalpongpun, một học giả nổi tiếng chuyên về quan hệ đối ngoại Thái Lan, nhận định trên các nền tảng trực tuyến rằng cuộc trò chuyện không kiêng dè của Paetongtarn với Hun Sen thể hiện một dạng "phục tùng" trước một lãnh đạo nước ngoài. Ông cho rằng hành vi của bà thể hiện sự thiếu kinh nghiệm ngoại giao và gây rủi ro đối với hình ảnh chủ quyền của Thái Lan. Đồng thời, một bộ phận công chúng Thái Lan bắt đầu đặt câu hỏi về tính đúng đắn của mối quan hệ lâu dài giữa gia tộc Shinawatra và gia đình Hun — một liên minh mà một số nhà quan sát cho rằng đã ảnh hưởng đến lập trường đối ngoại của Thái Lan đối với quốc gia láng giềng phía đông.
Một trong những đoạn gây tranh cãi nhất trong cuộc trò chuyện bị rò rỉ là khi Paetongtarn gọi Lực lượng Vũ trang Hoàng gia Thái Lan là một "phe đối lập" với chính quyền của bà. Bà tâm sự với Hun Sen rằng chính phủ của bà đang gặp nhiều khó khăn với quân đội và nói rằng: "Tất cả họ đều thuộc phe đối lập", một phát ngôn được hiểu rộng rãi là ám chỉ đến các sĩ quan quân đội cấp cao, đặc biệt là Trung tướng Boonsin Padklang, tư lệnh Quân khu 2. Mặc dù sau đó Paetongtarn đã chính thức xin lỗi Boonsin và làm rõ rằng cuộc trò chuyện diễn ra ngoài giờ làm việc chính thức, không nhằm mục đích hạ thấp bất kỳ thể chế nào, nhưng làn sóng chỉ trích từ công chúng vẫn hết sức gay gắt. Những câu hỏi vẫn tiếp tục được đặt ra về khả năng phán đoán của bà, sự thận trọng trong ngoại giao, và những hệ quả sâu rộng hơn của việc xây dựng mối quan hệ cá nhân với các lãnh đạo nước ngoài theo cách có thể gây tổn hại đến lợi ích quốc gia lâu dài của Thái Lan.

### Sự cố mìn ngày 16 tháng 7
Vào ngày 16 tháng 7, ba binh sĩ của Quân đội Hoàng gia Thái Lan đã bị thương trong khi tuần tra tại khu vực Tam giác Ngọc lục bảo do vô tình dẫm phải một quả mìn. Ban đầu, người ta suy đoán rằng quả mìn là tàn dư từ thời Chiến tranh Lạnh, tuy nhiên các bằng chứng sau đó cho thấy đó là loại mìn PMN-2 của Nga, mới được rải gần đây. Một trong những người bị thương đã mất một chân. Thái Lan sau đó đã dự định sẽ đưa vụ việc này ra Liên Hợp Quốc, vì Campuchia là quốc gia đã ký kết Hiệp ước Ottawa. Heng Ratana, đại diện của Trung tâm Hành động Bom mìn Campuchia (CMAC), tuyên bố trong một bài đăng trên Facebook rằng "Trong trường hợp mìn mới được rải gần đây tại Thái Lan, đã có nhiều tài khoản mạng xã hội tại Thái Lan cho thấy chính lực lượng vũ trang của họ đã làm điều đó…", đồng thời đề xuất nên đưa vụ việc ra Tòa án Công lý Quốc tế (ICJ). Ngay sau đó, quân đội Hoàng gia Thái Lan cáo buộc Campuchia lan truyền thông tin sai lệch, cho rằng các đoạn phim do phía Campuchia cung cấp thực chất là cảnh binh sĩ Thái đang gỡ mìn.
Sau các hoạt động rà phá bom mìn do Quân đội Hoàng gia Thái Lan thực hiện, ít nhất hai quả mìn PMN-2 khác đã được phát hiện gần hiện trường vụ nổ ban đầu. Các quả mìn này được mô tả là "mới và trong tình trạng sẵn sàng kích hoạt". Quân đội Hoàng gia Thái Lan đã lên án mạnh mẽ hành động này là "vi phạm rõ ràng chủ quyền của Thái Lan" và kêu gọi các quốc gia khác lên án Campuchia. Đến ngày 23 tháng 7 năm 2025, một nhóm tuần tra khác của Thái Lan gồm 5 binh sĩ đã bị thương do mìn của Campuchia, trong đó một người bị thương nặng và mất chân phải. Vụ việc xảy ra tại huyện Nam Yuen, tỉnh Ubon Ratchathani. Đáp lại, Quân đội Hoàng gia Thái Lan đã đưa ra tuyên bố lên án mạnh mẽ "hành vi phi nhân đạo, vi phạm nhân quyền và các thỏa thuận quốc tế", đồng thời gọi đây là "hành động đe dọa hòa bình và ổn định tại khu vực biên giới".
Ngay sau đó, Quân đội Hoàng gia Thái Lan thông báo sẽ đóng cửa vô thời hạn 4 cửa khẩu biên giới và 2 ngôi đền Ta Muen Thom và Ta Krabey, đồng thời đặt các lực lượng trong khu vực vào tình trạng sẵn sàng chiến đấu. Cũng trong ngày 23 tháng 7 năm 2025, Thái Lan đã hạ cấp quan hệ ngoại giao với Campuchia sau sự cố mìn. Thái Lan đã triệu hồi đại sứ của mình từ Phnôm Pênh về nước và trục xuất đại diện ngoại giao của Campuchia khỏi Băng Cốc.

## Xung đột quân sự (24–27 tháng 7)

### Ngày 24 tháng 7
Vào sáng ngày 24 tháng 7 năm 2025, binh sĩ Thái Lan báo cáo rằng các máy bay không người lái (UAV) của Campuchia đã bay quanh khu vực phía trước đền Prasat Ta Muen Thom và phát hiện sáu binh sĩ Campuchia có vũ trang đang tiến lại gần hàng rào thép gai phía trước căn cứ Thái Lan. Các báo cáo cho biết quân đội Campuchia đã nổ súng về phía lực lượng Thái Lan cách Ta Muan Thom khoảng 200 mét về phía đông. Quân đội Hoàng gia Thái Lan đã xác nhận các báo cáo này. Cùng ngày, phía Campuchia báo cáo rằng quân đội Thái Lan đã chủ động tấn công có vũ trang vào lực lượng Campuchia và cưỡng chế phong tỏa khu vực tiếp cận công khai đến đền Moan Thom. Theo người phát ngôn của Bộ Quốc phòng Campuchia, "Lực lượng Campuchia đã hành động hoàn toàn trong khuôn khổ phòng vệ chính đáng, đáp trả một cuộc xâm nhập vô cớ của quân đội Thái Lan vi phạm chủ quyền lãnh thổ của chúng tôi". Cả hai bên đã đổ lỗi cho nhau về các vụ tấn công.
Vào lúc 9 giờ 40 phút sáng, quân đội Thái Lan tuyên bố Campuchia đã phóng một bệ phóng tên lửa đa nòng tự hành BM-21 nhắm về phía Prasat Don Tuan, gần một khu vực dân cư. 10 phút sau, Thái Lan tuyên bố rằng lực lượng Campuchia đã cố gắng tiếp cận một khu vực thuộc lãnh thổ Thái Lan gần đền Ta Kwai, và họ đã đáp trả bằng pháo binh. Đến 10 giờ 58 phút sáng, sáu máy bay F-16 của Không quân Hoàng gia Thái Lan đã ném bom vào các vị trí của Campuchia tại Chong An Ma, thuộc tỉnh Ubon Ratchathani. Đại sứ quán Hoàng gia Thái Lan tại Phnom Penh đã yêu cầu công dân Thái Lan đang sinh sống tại Campuchia lập tức rời khỏi nước này. Một trạm xăng tại tỉnh Si Saket, Thái Lan đã bị trúng đạn từ BM-21 Grad của Campuchia, gây thương vong nghiêm trọng cho dân thường, trong đó có ít nhất 8 người thiệt mạng bao gồm một bé trai 8 tuổi. Lúc 11 giờ 54 phút trưa, binh sĩ Campuchia tiếp tục tấn công Bệnh viện Phnom Dongrak, khiến một số người bị thương và toàn bộ bệnh viện phải sơ tán.
Sau hàng loạt các vụ tấn công quân sự, Thủ tướng Campuchia Hun Sen đã yêu cầu Hội đồng Bảo an Liên Hợp Quốc triệu tập một "cuộc họp khẩn cấp" và gọi hành động vụ việc là "hành động xâm lược" của Thái Lan, đồng thời, gây đe dọa nghiêm trọng đến hòa bình và ổn định khu vực. Trong khi đó, Thái Lan lên án Campuchia là "vô nhân đạo, tàn bạo và hiếu chiến", cáo buộc nước này đã đưa nhà dân, các cơ sợ hạ tầng dân sự vào mục tiêu pháo binh. Người phát ngôn chính phủ Jirayu Houngsub đã lên tiếng kêu gọi cộng đồng quốc tế lên án Campuchia vì các vụ pháo kích. Đến 14 giờ 41 phút theo giờ địa phương, quân đội Hoàng gia Thái Lan tuyên bố đã phá hủy thành công 2 xe tăng của Campuchia tại Khao Sattasom. Ngay sau đó là mở một cuộc tấn công trên bộ và trên không, mang mật danh "Chiến dịch Yuttha Bodin", nhằm đáp trả các cuộc đụng độ đang diễn ra với lực lượng Campuchia dọc biên giới, dưới sự chỉ huy của Tướng Pana Klaewblaudtuk.
Vào chiều tối cùng ngày, Hun Sen tuyên bố Campuchia "không còn lựa chọn nào khác ngoài việc phản công" Thái Lan và cho biết ông đã tham gia chỉ đạo quân sự qua cầu truyền hình; ông khẳng định không hề sang Trung Quốc như truyền thông Thái đưa tin, đồng thời cáo buộc quân đội Thái Lan làm leo thang tình hình và đang có kế hoạch phong tỏa lối vào đền Ta Moan Thom. Cũng trong tối hôm đó, chính quyền tỉnh Oddar Meanchey của Campuchia thông báo đã sơ tán 5.000 người dân khỏi khu vực xung đột biên giới. Trong khi đó, Không quân Hoàng gia Thái Lan lên án hành động của Campuchia trong việc sử dụng vũ khí tấn công dân thường và khẳng định "sẵn sàng bảo vệ người dân và chủ quyền trước những vi phạm nhân quyền". Họ cho biết đã tiến hành ít nhất hai cuộc không kích vào các vị trí của Campuchia, trong đó một cuộc đã được xác nhận qua đoạn video. Một video được đăng tải cho thấy một máy bay không người lái của Quân đội Hoàng gia Thái Lan thả lựu đạn xuống một số kho đạn của Campuchia trước khi bốc cháy và rơi.

### Ngày 25 tháng 7
Các cuộc đụng độ tiếp tục diễn ra tại khu vực Preah Vihear và Ta Krabey giữa hai lực lượng. Có báo cáo về pháo kích hạng nặng tại các khu vực biên giới Oddar Meanchey và Preah Vihear. Truyền thông Campuchia cho rằng Campuchia vẫn giữ được tất cả các cứ điểm dọc biên giới. Theo người phát ngôn của Quân đội Hoàng gia Thái Lan, Richa Sooksuwanon, các cuộc đụng độ bắt đầu vào lúc 4 giờ 30 sáng sau khi phía Campuchia khai hỏa trước bằng vũ khí hạng nhẹ và hạng nặng, và Quân đội Hoàng gia Thái Lan đã đáp trả bằng pháo binh. Ông cũng cho biết họ đang tiến hành công tác gỡ bom và thu hồi thi thể tại huyện Kantharalak, nơi đã bị trúng một quả rocket từ phía Campuchia vào ngày 24 tháng 7. Tính đến sáng ngày 25 tháng 7, theo hãng thông tấn Associated Press, Thái Lan đã có ít nhất một binh sĩ và 13 dân thường được xác nhận thiệt mạng, trong khi 14 binh sĩ và 32 dân thường bị thương. Trong khi đó, Campuchia có 4 dân thường bị thương và 4.000 người đã được sơ tán.
Trưa ngày 25, Hải quân Hoàng gia Thái Lan đã đăng một thông báo trực tuyến, trong đó cáo buộc Campuchia vi phạm Công ước Geneva và phạm tội ác chiến tranh khi "cố ý ném bom vào các bệnh viện, khu dân cư và các di tích lịch sử thuộc về Thái Lan". Quyền Thủ tướng Phumtham Wechayachai cũng đưa ra tuyên bố về việc xung đột có thể leo thang thành một cuộc chiến tranh toàn diện nếu tình hình trở nên tồi tệ hơn. Vào lúc 17 giờ, quân đội Hoàng gia Thái Lan – Quân khu 2 đã đưa ra thông báo cho biết lực lượng Campuchia đang bố trí binh sĩ áp sát để cản trở Thái Lan sử dụng pháo binh và không quân, đồng thời phía Campuchia cũng đã bắt đầu một đợt tấn công thiết giáp tại khu vực Cham Tae. Quân đội Thái Lan yêu cầu Campuchia chấm dứt các hoạt động quân sự chống lại Thái Lan và quay trở lại bàn đàm phán.
Cùng ngày, Quân đội Campuchia tuyên bố rằng lực lượng Thái Lan đã phát động nhiều cuộc tấn công tại khu vực Khloch cũng như các đền Takrabei và Ta Moan. Họ cho biết Thái Lan đã sử dụng bom chùm để ném bom khu vực Khloch cũng như huyện Choam Khsant, vi phạm các công ước quốc tế, và rằng Lực lượng vũ trang Hoàng gia Thái Lan đã phát động các cuộc tấn công nhằm giành quyền kiểm soát đền Takrabei, nhưng quyền kiểm soát vẫn thuộc về Campuchia. Khmer Times trước đó vào buổi sáng Thái Lan đã tiến hành không kích vào 7 địa điểm bên trong lãnh thổ Campuchia. Quân đội Campuchia cho biết lực lượng Thái Lan đã sử dụng máy bay chiến đấu F-16, thả bom 4 lần xung quanh đền Preah Vihear, 3 lần xuống Wat Keo Sikha Kiriswar và một lần tại khu vực Takrabei, đồng thời pháo kích vào một trường tiểu học ở tỉnh Oddar Meanchey. Đến buổi tối cùng ngày, quân đội Thái Lan tuyên bố rằng khoảng 100 binh sĩ Campuchia xâm nhập đã bị tiêu diệt tại khu vực Phu Phi trong các đợt tấn công của họ. Trong khi đó, quân đội Campuchia đã cố gắng chiếm giữ đồi 469. Tối muộn, Thái Lan ban bố thiết quân luật tại tám huyện thuộc các tỉnh Chanthaburi và Trat giáp biên giới với Campuchia.

### Ngày 26 tháng 7
Từ lúc 5 giờ 20 phút sáng đã xuất hiện các báo cáo về các cuộc đụng độ bắt đầu xảy ra ở khu vực Chanthaburi và Trat. Làng Ekphap, xã Thmar Da và huyện Veal Veng đã bị pháo kích vào sáng sớm bởi lực lượng Thái Lan, khiến 3 dân thường bị thương. Campuchia đã lên án cuộc tấn công này là hành động vô cớ và có chủ ý từ trước. Trong khi đó, Hải quân Hoàng gia Thái Lan đã phát động chiến dịch mang tên "Trat Pikhat Pairee 1" sau khi lực lượng Campuchia tấn công khu vực Ban Chamrak thuộc tỉnh Trat vào lúc 5 giờ 10 phút sáng. Lực lượng Campuchia đã tấn công ba điểm dọc theo biên giới, tuy nhiên đến 5 giờ 40 phút, chiến dịch hải quân của Thái Lan đã buộc lực lượng Campuchia phải rút lui.
Sáng ngày 26, Thái Lan tuyên bố đã đẩy lùi lực lượng Campuchia và chiếm giữ thành công khu vực Phu Makeua. Trong khi đó, vào lúc 8:20 sáng, lực lượng hải quân Thái Lan đã triển khai một nhóm tác chiến gồm 4 tàu như một phần của chiến dịch tại huyện Koh Kood và Ban Hat Lek. Lực lượng này bao gồm tàu pháo tấn công nhanh và tàu tuần tra vũ trang. Một số báo cáo đã phát hiện máy bay không người lái (UAV) được ghi nhận tại khu vực Khlong Yai. Chính quyền Thái Lan đồng thời đã kêu gọi người dân báo cáo mọi hoạt động đáng ngờ. Không quân Hoàng gia Thái Lan cũng đồng thời đã tiến hành các cuộc không kích bằng hai tiêm kích F-16 và hai tiêm kích Gripen, nhắm vào các vị trí chiến lược của Campuchia tại đền Ta Kwai thuộc tỉnh Surin. Tất cả máy bay đều trở về an toàn tại Thái Lan. Đến trưa cùng ngày, Thái Lan báo cáo đã chiếm được 2 khu vực ở huyện Ta Phraya và 2 khu vực ở huyện Khok Sung từ lực lượng Campuchia.
Cùng ngày, Thái Lan đã tăng cường các cuộc tấn công vào nhiều khu vực biên giới của Campuchia. Trong khi đó, Campuchia đã triển khai các biện pháp phòng thủ chống lại Thái Lan. Theo các nguồn tin Thái Lan, trong đợt phản công của Campuchia tại khu vực Phu Makeua, Trung tướng Duong Samneang thuộc Sư đoàn 7 đã thiệt mạng do trúng pháo của Thái Lan. Tuy nhiên, chưa có nguồn tin nào từ phía Campuchia xác nhận thông tin này. Vào buổi tối, lực lượng Thahan Phran (biệt kích) của Thái Lan báo cáo đã chiếm được đền Ta Krabey từ tay Campuchia, với tổn thất là ba binh sĩ thiệt mạng trong quá trình tấn công. Cùng ngày, 10 quả đạn pháo rơi xuống lãnh thổ Lào, gây thiệt hại. Quân đội Thái Lan tuyên bố rằng các quả đạn pháo là của Campuchia.

### Ngày 27 tháng 7
Từ lúc 4 giờ 30 sáng, quân đội Campuchia đã bắt đầu nổ súng vào binh lính Thái Lan tại đền Prasat Ta Kwai, sự việc xảy ra sau khi Tổng thống Hoa Kỳ Donald Trump đề xuất lệnh ngừng bắn. Đến 6 giờ 40 sáng, quân đội Campuchia mở các đợt tấn công bằng vũ khí hạng nặng nhằm vào lực lượng Thái Lan tại huyện Phanom Dong Rak, tỉnh Surin. Theo các cơ quan truyền thông Thái Lan, Campuchia đã phóng tên lửa BM-21 Grad vào đền Ta Muen Thom. Vào sáng sớm, các nguồn tin Thái Lan cho biết Thái Lan đã tái chiếm khu vực Chong Ahn Ma.
Vào buổi chiều, các nguồn tin Thái Lan tuyên bố đã phá hủy một hệ thống pháo phản lực PHL-03 của Campuchia. Thái Lan cũng đã điều hai phi đội gồm bốn máy bay chiến đấu F-16 để ném bom các khu vực chiến lược tại Ta Muen Thom và Ta Kwai. Các máy bay này đã quay trở lại Thái Lan sau khi hoàn thành nhiệm vụ.

## Ngừng bắn (28 tháng 7 – nay)

### Ngày 28 tháng 7
Từ 3 giờ sáng ở tỉnh Surin, Truyền thông Thái Lan đưa tin các cuộc đụng độ bùng phát. Đến buổi sáng, tỉnh Surin đã được tuyên bố là "khu vực thảm họa chiến tranh".
Campuchia cáo buộc Thái Lan sử dụng vũ khí hóa học trong vụ tấn công vào buổi sáng, điều này đã bị Thái Lan phủ nhận, mô tả những tuyên bố này là "vô căn cứ và phản ánh một kiểu thông tin sai lệch".
Vài giờ trước khi ngừng bắn, các nguồn tin Thái Lan đã báo cáo về cuộc giao tranh rất ác liệt dọc theo tuyến đầu, đặc biệt là ở chùa Ta Krabey và Chong Ahn Ma.. Các nguồn tin Thái Lan cũng tuyên bố rằng Bộ tư lệnh Vệ binh (BHQ), đơn vị vệ sĩ riêng của Hun Sen, đã tham gia vào cuộc chiến tại Ta Krabey.

## Nỗ lực đàm phán
Trong ngày 25 tháng 7, Bộ Ngoại giao Thái Lan đã gửi thư lên Hội đồng Bảo an Liên Hợp Quốc để làm rõ về vấn đề Thái Lan có bằng chứng rõ ràng cho thấy Campuchia đã xâm phạm chủ quyền của mình, đồng thời đề nghị Chủ tịch Hội đồng Bảo an cho lưu hành bức thư này đến tất cả các quốc gia thành viên. Thái Lan cũng ra tuyên bố rằng các hành động của Campuchia là vi phạm luật pháp quốc tế và đã tái diễn kể từ khi binh sĩ Thái Lan dẫm phải mìn vào các ngày 16 và 23 tháng 7. Chính phủ Thái Lan kêu gọi Campuchia phải chịu trách nhiệm cho các vụ việc này và lập tức chấm dứt các cuộc tấn công nhằm vào mục tiêu quân sự và dân sự, điều này vi phạm nhiều điều khoản trong Công ước Geneva.
Cùng ngày, sau khi nhận được đề nghị hỗ trợ đối thoại từ Hoa Kỳ, Trung Quốc và Malaysia — nước hiện đang giữ vai trò Chủ tịch luân phiên của ASEAN — Thái Lan đã từ chối đề xuất và nỗ lực hòa giải từ bên thứ ba nhằm chấm dứt cuộc xung đột đang diễn ra, và lựa chọn giải quyết tình hình chỉ thông qua đối thoại song phương. Trong khi đó, thủ tướng Campuchia Hun Manet chia sẻ rằng Campuchia và Thái Lan ban đầu đã đồng ý với lệnh ngừng bắn do Thủ tướng Malaysia Anwar Ibrahim đề xuất, nhưng phía Thái Lan đã rút lại thỏa thuận một giờ trước khi lệnh ngừng bắn có hiệu lực vào nửa đêm ngày 24 tháng 7. Cùng ngày, đại sứ Campuchia tại Liên Hợp Quốc, Chhea Keo, đã kêu gọi một lệnh ngừng bắn ngay lập tức và vô điều kiện với Thái Lan.
Đến ngày 26 tháng 7, Tổng thống Hoa Kỳ Donald Trump tuyên bố rằng ông đã có cuộc điện đàm với cả Quyền Thủ tướng Thái Lan và Thủ tướng Campuchia để làm trung gian hòa giải giữa hai nước. Trump cũng cho biết trên tài khoản Truth Social của mình rằng cả hai bên đã đồng ý ngừng bắn, trong khi Quyền Thủ tướng Thái Lan Phumtham Wechayachai cho rằng điều đó sẽ cần đến sự chân thành từ phía Campuchia. Hôm sau, ngày 27 tháng 7, ông Phumtham đã bày tỏ sự cảm kích trước sự quan tâm và ủng hộ của Tổng thống Trump cũng như những quan điểm tương tự, nhưng nhấn mạnh rằng Thái Lan ưu tiên đối thoại song phương với Campuchia và không mong muốn có sự can thiệp của bên thứ ba vào việc giải quyết xung đột biên giới đang diễn ra. Ngoại trưởng Hoa Kỳ Marco Rubio cũng cho biết Bộ Ngoại giao nước này đã cử các phái đoàn đến Malaysia để theo dõi các cuộc đàm phán hòa bình.
Vào tối ngày 27 tháng 7, Bộ trưởng Ngoại giao Malaysia xác nhận rằng các lãnh đạo Campuchia và Thái Lan sẽ gặp nhau tại Malaysia vào ngày hôm sau để tiến hành đàm phán ngừng bắn dưới sự trung gian của Anwar Ibrahim.
Vào tối ngày 28 tháng 7, Thái Lan và Campuchia đã đồng ý ngừng bắn vô điều kiện, dự kiến có hiệu lực vào lúc nửa đêm, do đó chấm dứt xung đột. Quyền Thủ tướng Thái Lan Phumtham Wechayachai, cùng với Bộ trưởng Ngoại giao Maris Sangiampongsa và Đại tướng Natthaphon Narkphanit, gặp Thủ tướng Campuchia Hun Manet lúc 3 giờ chiều (UTC+8) ngày 28 tháng 7 tại Putrajaya trong các cuộc đàm phán được khởi xướng dưới sự trung gian của Thủ tướng Malaysia Anwar, với sự tham dự của cả đặc phái viên Hoa Kỳ và Trung Quốc. Tham gia vào các cuộc thảo luận với tư cách là người đồng điều phối là Đại sứ Hoa Kỳ tại Malaysia Edgard Kagan và Đại sứ Trung Quốc Ouyang Yujing.

## Vấn đề nhân đạo
Một quan chức Thái Lan chia sẻ vào ngày 24 tháng 7, đã có khoảng 40.000 thường dân từ 86 ngôi làng ở Thái Lan phải sơ tán đến khu vực an toàn. Các báo cáo cũng cho biết người dân đang bỏ chạy khỏi các thị trấn khác gần biên giới, khi các cơ sở hạ tầng dân sự như bệnh viện và trạm xăng trở thành mục tiêu tấn công. Cùng ngày, Quỹ Nhi đồng Liên Hợp Quốc đã ra tuyên bố yêu cầu các bên liên quan đến cuộc xung đột "áp dụng các biện pháp kiềm chế tối đa" trước các thương vong đã được báo cáo và bày tỏ sự quan ngại khi căng thẳng leo thang. Đến sáng ngày 25 tháng 7, Thái Lan cho biết đã có ít nhất 100.000 người phải di tản kể từ khi cuộc xung đột leo thang.

## Phản ứng quốc tế

### Các quốc gia

#### Quốc gia thành viên ASEAN
- Brunei: Bộ Ngoại giao Brunei cho biết nước này đang theo dõi sát tình hình, đồng thời kêu gọi cả hai bên thể hiện sự thận trọng và tham gia đối thoại, tham vấn nhằm giảm căng thẳng trong cuộc khủng hoảng.[151]
- Indonesia : Đại sứ quán Cộng hòa Indonesia tại Phnôm Pênh kêu gọi công dân Indonesia thận trọng và cảnh giác tại các khu vực có xung đột. Đại sứ quán cũng đưa ra hướng dẫn cho công dân Indonesia tại Campuchia giữ bình tĩnh trong khi tiếp tục theo dõi tình hình.[152]
- Lào: Bộ Ngoại giao Lào đã bày tỏ mối quan ngại sâu sắc về tình hình hiện tại tại khu vực biên giới Campuchia - Thái Lan. Cơ quan này kêu gọi cả hai bên thận trọng và tìm kiếm một giải pháp hòa bình cho cuộc xung đột đang diễn ra.[153]
- Malaysia : Trong cương vị chủ tịch ASEAN mà Campuchia và Thái Lan đều là thành viên, thủ tướng Malaysia Anwar Ibrahim đã bày tỏ sự quan ngại về vụ xung đột đang bị leo thang nhanh chóng và cho biết sẽ trò chuyện với lãnh đạo đôi bên vào cuối ngày.[149]
- Myanmar: Người phát ngôn quân đội Zaw Min Tun cho biết Myanmar tin rằng Thái Lan và Campuchia có thể tìm ra giải pháp hòa bình cho cuộc khủng hoảng, đồng thời khuyến cáo công dân Myanmar đang sinh sống tại hai quốc gia này cần thận trọng về an toàn của bản thân và nên tìm đến sự hỗ trợ từ các đại sứ quán, lãnh sự quán Myanmar.[154]
- Philippines : Bộ Ngoại giao Philippines bày tỏ hy vọng Thái Lan và Campuchia có thể giải quyết vấn đề theo đúng luật pháp quốc tế, đồng thời kêu gọi cả hai bên quan tâm và bảo vệ thích đáng cho thường dân vô tội.[155]
- Singapore : Bộ Ngoại giao Singapore đã bày tỏ quan ngại sâu sắc về các cuộc đụng độ, kêu gọi cả hai quốc gia thể hiện sự kiềm chế, chấm dứt hành động thù địch, hạ nhiệt căng thẳng thông qua các kênh ngoại giao và bảo đảm an toàn cho tất cả dân thường.[156]
- Việt Nam : Việt Nam tuyên bố bày tỏ lo ngại trước những diễn biến gia tăng căng thẳng giữa hai nước láng giềng Thái Lan và Campuchia; lên tiếng kêu gọi hai quốc gia kiềm chế tối đa, không sử dụng vũ lực, tránh làm căng thẳng leo thang thêm nữa và giải quyết bất đồng bằng các biện pháp hòa bình, phù hợp với luật pháp quốc tế và tinh thần đoàn kết khu vực.[157] Một ngày sau đó, cơ quan lãnh sự của Việt Nam đã kêu gọi công dân ở Thái Lan và Campuchia tuân chủ quy định của chính quyền sở tại và không đến những khu vực có diễn biến an ninh phức tạp.[158]

#### Quốc gia khác
- Ả Rập Xê Út: Ả Rập Xê Út đã kêu gọi cả hai bên kiềm chế, giảm leo thang và giải quyết tranh chấp bằng con đường ngoại giao, đồng thời tuyên bố rằng họ đang theo dõi tình hình leo thang tại khu vực biên giới Thái Lan – Campuchia.[159]
- Australia : Người phát ngôn của Bộ Ngoại giao và Thương mại Úc cho biết chính phủ nước này "vô cùng quan ngại" trước các báo cáo về giao tranh dọc biên giới Thái Lan – Campuchia, bao gồm cả việc pháo kích vào khu dân cư. "Chúng tôi mong muốn tình hình được hạ nhiệt và dân thường được bảo vệ", người phát ngôn nhấn mạnh.[160]
- Ấn Độ : Đại sứ quán Ấn Độ tại Băng Cốc đã đưa ra khuyến cáo du lịch, khuyến nghị công dân của mình nên nắm bắt thông tin và tránh một số khu vực gần biên giới Thái Lan – Campuchia.[161]
- Brasil: Bộ Ngoại giao Brasil khuyến cáo công dân Brasil tránh đến khu vực biên giới cho đến khi các hành động thù địch chấm dứt, đồng thời kêu gọi cả hai quốc gia kiềm chế leo thang căng thẳng và tìm kiếm một giải pháp hòa bình để giải quyết vấn đề.[162]
- Canada: Canada đã bày tỏ quan ngại sâu sắc về các cuộc đụng độ và các báo cáo liên quan đến thương vong dân thường gần khu vực biên giới Thái Lan – Campuchia và kêu gọi cả hai quốc gia giảm leo thang căng thẳng và bắt đầu đối thoại để tìm ra một giải pháp hòa bình.[163]
- Hàn Quốc : Bộ Ngoại giao nước này đã kêu gọi giải quyết tranh chấp biên giới giữa hai nước bằng biện pháp hòa bình. Người phát ngôn cho biết: "Chính phủ bày tỏ quan ngại sâu sắc và gửi lời chia buồn tới những người thiệt mạng cùng gia đình của họ vì sự việc này".[164]
- Hoa Kỳ : Đại sứ quán Hoa Kỳ tại Băng Cốc và Phnôm Pênh cho biết họ đã nhận được báo cáo về xung đột biên giới đang diễn ra và kêu gọi công dân Hoa Kỳ đang sinh sống hoặc du lịch gần khu vực biên giới Thái Lan – Campuchia nên tuân thủ chỉ dẫn từ lực lượng an ninh Thái Lan.[165][166] Sau đó, người phát ngôn Bộ Ngoại giao Hoa Kỳ, Thomas Pigott đã đưa ra tuyên bố Hoa Kỳ yêu cầu các bên chấm dứt các hành động thù địch và tìm kiếm một giải pháp hòa bình cho tranh chấp.[167]
- Kyrgyzstan: Bộ Ngoại giao thông báo rằng đang theo dõi sát các diễn biến dọc theo biên giới Thái Lan - Campuchia. Bộ bày tỏ hy vọng rằng hòa bình sẽ sớm được thiết lập giữa các bên.[168]
- New Zealand: Bộ Ngoại giao và Thương mại đã bày tỏ lo ngại về các cuộc đụng độ trong một khuyến cáo du lịch được cập nhật. Cơ quan này cũng kêu gọi sự kiềm chế, ngoại giao và đối thoại, đồng thời bày tỏ ủng hộ các nỗ lực của ASEAN nhằm hạ nhiệt tình hình.[169]
- Nga : Nga đã bày tỏ sự lo ngại, kêu gọi các bên kiềm chế và giải quyết bất đồng bằng hòa bình. Đồng thời gọi các tranh chấp về lãnh thổ trên thế giới là "di sản của chủ nghĩa thực dân phương Tây".[170]
- Nhật Bản : Bộ trưởng Ngoại giao Iwaya Takeshi kêu gọi nỗ lực thúc đẩy Campuchia và Thái Lan giảm căng thẳng, đồng thời tuyên bố rằng mối quan hệ tốt đẹp giữa Campuchia và Thái Lan là vô cùng quan trọng đối với hòa bình và ổn định trong khu vực.[155]
- Pháp : Chính phủ Pháp bày tỏ mối quan ngại sâu sắc trước các cuộc đụng độ vũ trang giữa Thái Lan và Campuchia, đồng thời gửi lời chia buồn tới những người đã thiệt mạng trong cuộc xung đột. Pháp cũng kêu gọi hai quốc gia ngay lập tức chấm dứt giao tranh và giải quyết bất đồng một cách hòa bình, phù hợp với luật pháp quốc tế.[171]
- Sri Lanka: Chính phủ Sri Lanka kêu gọi Campuchia và Thái Lan "sớm tham gia đối thoại ngoại giao nhằm giải quyết bất đồng một cách hòa bình".[172]
- Tòa Thánh: Giáo hoàng Lêô XIV đã cầu nguyện cho những người bị ảnh hưởng bởi các cuộc đụng độ.[173]
- Thụy Sĩ: Bộ Ngoại giao Liên bang Thụy Sĩ bày tỏ quan ngại về các cuộc đụng độ và kêu gọi tất cả các bên chấm dứt xung đột bạo lực ngay lập tức nhằm tránh leo thang thêm nữa.[174]
- Trung Quốc : Người phát ngôn Bộ ngoại giao Quách Gia Côn đã bày tỏ quan ngại về diễn biến tình hình và hy vọng cả hai bên có thể giải quyết thỏa đáng các vấn đề thông qua đối thoại và tham vấn.[155]
- Uzbekistan: Bộ Ngoại giao Uzbekistan khẳng định đang theo dõi chặt chẽ các diễn biến liên quan đến xung đột vũ trang dọc biên giới Thái Lan – Campuchia. Cơ quan này kêu gọi tất cả các bên tôn trọng luật pháp quốc tế và tìm kiếm một giải pháp hòa bình cho tranh chấp.[175]
- Vương quốc Anh : Quốc vụ khanh phụ trách khu vực Ấn Độ Dương – Thái Bình Dương Catherine West bày tỏ sự đau buồn trước thương vong dân thường và kêu gọi cả hai bên kiềm chế, tìm kiếm đối thoại hòa bình.[176]
- Ý: Bộ Ngoại giao Ý thông báo rằng họ đang theo dõi tình hình tại khu vực biên giới Thái Lan - Campuchia cùng với Đại sứ quán Ý tại Băng Cốc.[177]

### Tổ chức
- Liên minh Châu Âu : Người phát ngôn phụ trách đối ngoại, Anouar El Anouni, bày tỏ quan ngại thay mặt cho khối và kêu gọi cả hai bên giảm leo thang căng thẳng, giải quyết xung đột thông qua đối thoại hòa bình.[178]
- Liên Hợp Quốc : Tổng Thư ký Liên Hợp Quốc António Guterres bày tỏ lo ngại trước các báo cáo về các cuộc đụng độ vũ trang tại biên giới giữa Campuchia và Thái Lan, đồng thời kêu gọi cả hai bên kiềm chế tối đa và giải quyết mọi vấn đề thông qua đối thoại, trên tinh thần láng giềng hữu nghị, nhằm tìm ra một giải pháp bền vững cho tranh chấp.[179]